# Ратнер, Бретт
Бретт Ратнер (англ. Brett Ratner; род. 28 марта 1969, Майами-Бич, Флорида, США) — американский кинорежиссёр и кинопродюсер.

## Биография
Бретт Ратнер родился 28 марта 1969 года в Майами-Бич (штат Флорида) в еврейской семье.

## Творчество
Ратнер известен своими криминальными комедиями. В его фильмах главные герои всегда попадают в непредвиденные обстоятельства или абсурдные ситуации. В первую очередь это серия фильмов «Час пик». В 2002 году снял триллер «Красный дракон» по книге Томаса Харриса. Фильм является приквелом «Молчания ягнят» и ремейком «Охотника на людей». Этот фильм является единственным триллером в его карьере.

## Споры

### 84-я награда Академии
4 августа 2011 года Академия кинематографических искусств и наук объявила, что Ратнер будет продюсировать 84-ю церемонию вручения премии Оскар вместе с Доном Мишером. Однако Ратнер подал в отставку 8 ноября 2011 г. после того, как заметил, что «репетиция для педиков». Позже Ратнер извинился за свои замечания. Эдди Мерфи, который должен был вести церемонию, также подал в отставку из уважения к новой производственной группе. Ратнера заменил Брайан Грейзер, и Мерфи был заменён предыдущим ведущим церемонии «Оскара» Билли Кристалом.

### Заявления о сексуальном насилии и домогательствах
В октябре 2017 года во время подъёма общественного движения Me Too бывший сотрудник кадрового агентства обвинил Ратнера в изнасиловании.

1 ноября 2017 года шесть женщин, в том числе Оливия Манн и Наташа Хенстридж, обвинили Ратнера в сексуальном насилии и домогательствах, а также в том, что он последовал за актрисой в ванную без приглашения и мастурбировал, когда другая вошла в его трейлер, чтобы доставить еду. 

В том же месяце актриса Эллен Пейдж обвинила Ратнера в сексуальных домогательствах, а также публичном объявлении 18-летней Пейдж геем в 2006 году на глазах у многих зрителей, включая Анну Пэкуин, которая позже подтвердила эту историю.

Бывшая фотомодель рассказала об инциденте с участием Рассела Симмонса и Ратнера в 1991 году, когда Симмонс заставил её заняться оральным сексом в присутствии Ратнера.

1 ноября 2017 года, в тот же день, когда были предъявлены обвинения шести женщин, Warner Bros. объявила о разрыве отношений с Ратнером. Впоследствии Ратнер объявил, что он «[отходит] от всей деятельности, связанной с Warner Bros.», и Warner Bros. изучает этот вопрос.

В апреле 2018 года Warner Bros. объявили, что не будут продлевать соглашение о совместном производстве с Ратнером на 450 миллионов долларов из-за обвинений.

Ратнер был одним из лиц, фигурирующих в утечке текста между ним, Шарлоттой Кирк, Кевином Цудихарой и Джеймсом Пакером.

### Книга
Брендан Фрейзер заявил в интервью GQ в 2018 году, что Ратнер, похоже, ввёл его в заблуждение, заставив позировать для фотографий с намерением продать их как часть запланированной книги Ратнера Hilhaven Lodge: The Photo Booth Pictures. Фрейзер заявляет, что его никогда не спрашивали и он никогда не давал разрешения на использование указанных фотографий в опубликованной книге.

## Фильмография

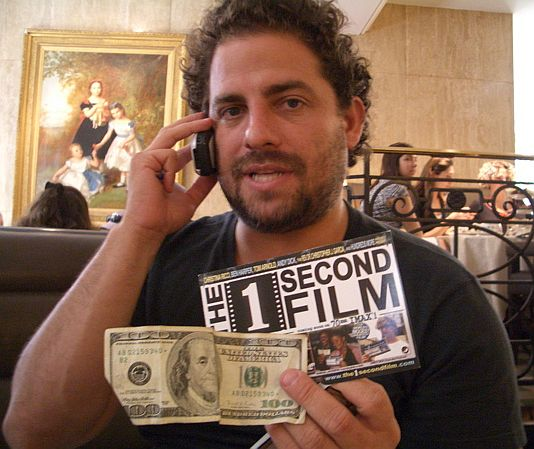
Бретт Ратнер держит продюсерский гонорар за фильм «The 1 Second Film», сентябрь 2004 года

| Год       |   | Русское название          | Оригинальное название            | Роль               |
| --------- | - | ------------------------- | -------------------------------- | ------------------ |
| 1997      | ф | Деньги решают всё         | Money Talks                      | режиссёр           |
| 1998      | ф | Час пик                   | Rush Hour                        | режиссёр           |
| 2000      | ф | Семьянин                  | The Family Man                   | режиссёр           |
| 2001      | ф | Час пик 2                 | Rush Hour 2                      | режиссёр           |
| 2002      | ф | Красный дракон            | Red Dragon                       | режиссёр           |
| 2004      | ф | После заката              | After the Sunset                 | режиссёр           |
| 2005—2009 | с | Побег                     | Prison Break                     | режиссёр           |
| 2006      | ф | Люди Икс: Последняя битва | X-Men: The Last Stand            | режиссёр           |
| 2007      | ф | Час пик 3                 | Rush Hour 3                      | режиссёр           |
| 2008      | ф | Двадцать одно             | 21                               | продюсер           |
| 2009      | ф | Нью-Йорк, я люблю тебя    | New York, I Love You (5 segment) | режиссёр           |
| 2010      | ф | День матери               | Mother's Day                     | продюсер           |
| 2010      | ф | Скайлайн                  | Skyline                          | продюсер           |
| 2011      | ф | Несносные боссы           | Horrible Bosses                  | продюсер           |
| 2011      | ф | Как украсть небоскрёб     | Tower Heist                      | режиссёр           |
| 2012      | ф | Белоснежка: Месть гномов  | Mirror Mirror                    | продюсер           |
| 2013      | ф | Муви 43                   | Movie 43                         | режиссёр           |
| 2014      | ф | Геракл                    | Hercules                         | режиссёр, продюсер |
| 2014      | ф | Несносные боссы 2         | Horrible Bosses 2                | продюсер           |
| 2014      | ф | Искатель воды             | The Water Diviner                | продюсер           |
| 2014      | ф | Наступит ночь             | Night Will Fall                  | продюсер           |
| 2015      | ф | Выживший                  | The Revenant                     | продюсер           |